# Andrzej Bartkiewicz
Andrzej Bartkiewicz, né le 24 octobre 1991, est un coureur cycliste polonais.

## Palmarès sur route

### Par année
- 2007
  -  Médaillé d'or du contre-la-montre au Festival olympique de la jeunesse européenne
- 2012
  - 2e du Mémorial Andrzeja Trochanowskiego
- 2014
  - 2e étape du Bałtyk-Karkonosze Tour

### Classements mondiaux
| Année           | 2012 | 2013 | 2014 | 2015 | 2016 | 2017   | 2018   |
| --------------- | ---- | ---- | ---- | ---- | ---- | ------ | ------ |
| UCI Europe Tour | 388e | 931e |      |      |      | 1 077e | 1 474e |

## Palmarès en cyclo-cross
- 2007-2008
  - 2e du championnat de Pologne de cyclo-cross juniors
- 2008-2009
  -  Champion de Pologne de cyclo-cross juniors
- 2010-2011
  - 3e du championnat de Pologne de cyclo-cross espoirs

## Palmarès sur piste

### Championnats nationaux
- 2009
  - 3e du championnat de Pologne du scratch
- 2010
  - 3e du championnat de Pologne de poursuite par équipes
- 2011
  - 3e du championnat de Pologne de poursuite par équipes
- 2012
  -  Champion de Pologne de poursuite
  - 3e du championnat de Pologne du scratch
- 2013
  -  Champion de Pologne de poursuite
- 2014
  -  Champion de Pologne de poursuite
  -  Champion de Pologne de poursuite par équipes (avec Adrian Tekliński, Mateusz Nowaczek et Piotr Skarżyński)
- 2015
  - 3e du championnat de Pologne de poursuite